# Coppa del Brasile 2025 (pallavolo femminile)
La Coppa del Brasile 2025, 14ª edizione della coppa nazionale brasiliana di pallavolo femminile, si è svolta dal 16 gennaio all'8 febbraio 2025: al torneo hanno partecipato otto squadre di club brasiliane e la vittoria finale è andata per la terza volta all'Osasco.

## Regolamento

### Formula
Le squadre hanno disputato quarti di finale in gara unica, accoppiate col metodo della serpentina e in casa delle quattro formazioni meglio classificate al termine del girone di andata di Superliga Série A 2024-25; le formazioni vincenti hanno poi disputato una final-4, con semifinali e finale in gara unica.

### Criteri di classifica
Se il risultato finale è stato di 3-0 o 3-1 sono stati assegnati 3 punti alla squadra vincente e 0 a quella sconfitta, se il risultato finale è stato di 3-2 sono stati assegnati 2 punti alla squadra vincente e 1 a quella sconfitta.
Per determinare la classifica dalla 5ª all'8ª posizione e dalla 3ª alla 4ª posizione, si tiene conto del numero di punti ottenuto rispettivamente dalle quattro formazioni eliminate ai quarti di finale e dalle due formazioni eliminate nelle semifinali durante la fase di qualificazione (i quarti di finale). In caso di parità, l'ordine del posizionamento in classifica è stato definito in base all'indice tecnico, i cui criteri sono:
- Punti;
- Ratio dei set vinti/persi;
- Ratio dei punti realizzati/subiti.
- Scontro diretto;
- Sorteggio[2].

In caso di walkover, la formazione qualificata al turno successivo è considerata vincitrice per 3-0 (25-0, 25-0, 25-0).

## Squadre partecipanti
| Squadra        | Qualificazione                                      |
| -------------- | --------------------------------------------------- |
| Amavolei       | 8ª al girone di andata di Superliga Série A 2024-25 |
| Bauru          | 4ª al girone di andata di Superliga Série A 2024-25 |
| Fluminense     | 6ª al girone di andata di Superliga Série A 2024-25 |
| Mackenzie      | 7ª al girone di andata di Superliga Série A 2024-25 |
| Minas          | 3ª al girone di andata di Superliga Série A 2024-25 |
| Osasco         | 2ª al girone di andata di Superliga Série A 2024-25 |
| Praia Clube    | 1ª al girone di andata di Superliga Série A 2024-25 |
| Rio de Janeiro | 5ª al girone di andata di Superliga Série A 2024-25 |

## Torneo

### Tabellone
|  | Quarti di finale | Quarti di finale | Quarti di finale |       |   | Semifinali  | Semifinali | Semifinali |  |  | Finale | Finale | Finale |  |
|  |                  |                  |                  |       |   |             |            |            |  |  |        |        |        |  |
|  | 1                | Praia Clube      | 3                |       |   |             |            |            |  |  |        |        |        |  |
|  | 1                | Praia Clube      | 3                |       |   |             |            |            |  |  |        |        |        |  |
|  | 8                | Amavolei         | 2                |       |   |             |            |            |  |  |        |        |        |  |
|  | 8                | Amavolei         | 2                |       | 1 | Praia Clube | 1          |            |  |  |        |        |        |  |
|  |                  |                  |                  |       | 1 | Praia Clube | 1          |            |  |  |        |        |        |  |
|  |                  |                  | 4                | Bauru | 3 |             |            |            |  |  |        |        |        |  |
|  | 4                | Bauru            | 4                | Bauru | 3 | 3           |            |            |  |  |        |        |        |  |
|  | 4                | Bauru            |                  |       |   |             |            |            |  |  |        |        |        |  |
|  | 5                | Rio de Janeiro   | 2                |       |   |             |            |            |  |  |        |        |        |  |
|  | 5                | Rio de Janeiro   | 2                |       | 2 | Osasco      | 3          |            |  |  |        |        |        |  |
|  |                  |                  |                  |       |   |             |            |            |  |  |        |        |        |  |
|  |                  |                  | 4                | Bauru | 1 |             |            |            |  |  |        |        |        |  |
|  | 2                | Osasco           | 4                | Bauru | 1 | 3           |            |            |  |  |        |        |        |  |
|  | 2                | Osasco           |                  |       |   |             |            |            |  |  |        |        |        |  |
|  | 7                | Mackenzie        | 0                |       |   |             |            |            |  |  |        |        |        |  |
|  | 7                | Mackenzie        | 0                |       | 2 | Osasco      | 3          |            |  |  |        |        |        |  |
|  |                  |                  |                  |       | 2 | Osasco      | 3          |            |  |  |        |        |        |  |
|  |                  |                  | 3                | Minas | 2 |             |            |            |  |  |        |        |        |  |
|  | 3                | Minas            | 3                | Minas | 2 | 3           |            |            |  |  |        |        |        |  |
|  | 3                | Minas            |                  |       |   |             |            |            |  |  |        |        |        |  |
|  | 6                | Fluminense       | 2                |       |   |             |            |            |  |  |        |        |        |  |

### Risultati

#### Quarti di finale
| 17 gennaio 2025 Ginásio Homero Santos, Uberlândia Durata: 2h:12 - Spettatori: ?          | Praia Clube | 3 - 2 | Amavolei       | 25-12, 25-19, 22-25, 20-25, 15-12 |
| 16 gennaio 2025 Ginásio Paulo Skaf, Bauru Durata: 2h:22 - Spettatori: ?                  | Bauru       | 3 - 2 | Rio de Janeiro | 25-19, 25-20, 25-27, 17-25, 15-9  |
| 18 gennaio 2025 Ginásio Professor José Liberatti, Osasco Durata: 1h:35 - Spettatori: ?   | Osasco      | 3 - 2 | Fluminense     | 25-20, 25-20, 25-20               |
| 17 gennaio 2025 Arena Juscelino Kubitschek, Belo Horizonte Durata: 2h:12 - Spettatori: ? | Minas       | 3 - 0 | Mackenzie      | 21-25, 25-21, 20-25, 25-19, 15-6  |

#### Semifinali
| 7 febbraio 2025 Centro Multiuso de São José, São José Durata: 2h:12 - Spettatori: ? | Praia Clube | 1 - 3 | Bauru | 19-25, 17-25, 25-20, 23-25        |
| 7 febbraio 2025 Centro Multiuso de São José, São José Durata: 2h:16 - Spettatori: ? | Osasco      | 3 - 2 | Minas | 25-18, 25-22, 17-25, 22-25, 15-13 |

#### Finale
| 8 febbraio 2025 Centro Multiuso de São José, São José Durata: 2h:25 - Spettatori: ? | Osasco | 3 - 1 | Bauru | 27-25, 16-25, 27-25, 26-24 |

## Classifica finale
| Pos | Squadre        |
| --- | -------------- |
|     | Osasco         |
| 2   | Bauru          |
| 3   | Praia Clube    |
| 4   | Minas          |
| 5   | Rio de Janeiro |
| 6   | Fluminense     |
| 7   | Mackenzie      |
| 8   | Amavolei       |